# Биологический музей имени К. А. Тимирязева
Госуда́рственный биологи́ческий музе́й и́мени К. А. Тимиря́зева в Москве — естественнонаучный музей, основанный 24 апреля 1922 года и расположенный в зданиях бывшего Щукинского музея по адресу Малая Грузинская улица, дом 15.

## История

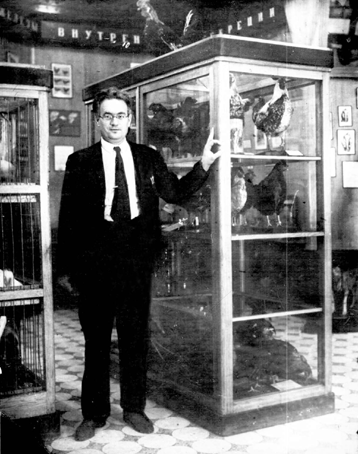
Основатель музея Б. М. Завадовский

Работа по созданию биологического музея началась осенью 1920 года, когда Б. М. Завадовский был приглашён на должность профессора, заведующего кафедрой биологии Коммунистического университета имени Я. М. Свердлова.
Завадовский был крупным специалистом в области физиологии и эндокринологии, учился у основателя российской школы молекулярной биологии и генетики Н. К. Кольцова, а также выдающегося физиолога И. П. Павлова. Исследовательская работа в его жизни тесно переплеталась с популяризацией науки. Им было написано более 30 научно-популярных книг и брошюр, таких как: «Невидимые друзья земледельца», «Как мы питаемся. Научные основы питания», «Проблема старости и омоложения в свете учения о внутренней секреции», «Происхождение домашних животных». Самым большим подспорьем в деле популяризации научных знаний стала организация Биологического музея.
Основой послужили «Музей живой природы» доцента А. Л. Бродского, коллекция анатомических и зоологических препаратов. Весной 1921 г. под музей было выделено два зала в университетском здании на Миусской площади. Официальное открытие состоялось на торжественном собрании студентов и преподавателей 7 мая 1922 года. Тогда же он получил имя Климента Аркадьевича Тимирязева, которого Б. М. Завадовский считал одним из своих учителей по университету Шанявского.
Музей, по мнению Завадовского, не мог оставаться пассивным в ожидании своего посетителя, но должен был уметь сам войти в гущу масс, стать органической частью самой структуры города. Выполнение этой задачи Б. М. Завадовский видел в непосредственном продолжении музейной экспозиции на окружающие зелёные насаждения площади и улицы своего города.
На несколько лет, пока музей находился в стенах Свердловского университета, сквер Миусской площади стал частью экспозиции музея, был превращён в живой постоянный уголок.
В отчёте музея за 1928—1929 уч. год читаем:

В этом же году Музею удалось осуществить ту идею, которая в течение нескольких лет лежала под спудом: идея частичного вынесения музея на улицу. Сквер, находящийся на Миусской площади, этой весной стал обрабатываться по плану, разработанному музеем.
Были организованы зеленые насаждения, демонстрирующие модели и правила организации семипольных и восьмипольных севооборотов, высевали культуры наиболее ценных технических лекарственных и медоносных трав, организовали мичуринский уголок, демонстрировали методику искусственного опыления и прививок у растений.
Несколько лет сквер Миусской площади являлся образцово-показательной базой для совместной работы Биологического музея и педагогов окружающих школ со школьниками-юннатами по организации проблемно-тематических насаждений. Завадовский считал, что подобные уголки природы следует устраивать в рабочих районах, используя зелёные площади скверов и парков, и надеялся, что Миусский сквер станет примером для организации биологических уголков и в Москве, и в других городах, и даже в республиках Союза.
В конце 1934 года, по ходатайству А. М. Горького, музей получил в распоряжение комплекс зданий бывшего «Музея русских древностей» П. И. Щукина. Позже была выстроена отдельно стоящая оранжерея. В связи с переездами музея на новое место, а затем и т. н. реконструкцией Москвы, работа на Миусской площади была прервана. Эту работу перебросили в другие уголки Москвы, развернули в Центральном парке культуры и отдыха имени Горького.
В парке начиналось всё с небольших по масштабу физиологических демонстраций. Посетители парка получили возможность видеть в ходу замечательные опыты с изолированными органами: сердцем и ухом кролика, фистульных собак, оперированных по методам академика И. П. Павлова, опыты по эндокринологии, микроскопические демонстрации и т. д. Эти опыты вызвали большой интерес и живой отклик у посетителей.
В 1939 году открылся филиал выставки в Сокольническом парке культуры и отдыха, в 1940 году небольшой павильон, посвящённый вопросам эволюции, был открыт в Краснопресненском парке. К этой работе привлекались и другие организации: Антропологический музей, Планетарий.
На выставках в основном было 3 отдела:
1. «Эволюция живых организмов». Экспозиция в форме стендов раскрывала темы изменчивости, естественного и искусственного отбора, нецелесообразности в природе, доказательств эволюции, происхождения человека. Имелся стенд: «Живая природа в руках человека».
2. «К. А. Тимирязев — великий русский учёный, революционер». Климент Аркадьевич был представлен с разных сторон: как дарвинист, как физиолог растений, как учёный и общественный деятель.
3. «Основные законы работы тела человека и животных». Эту тему раскрывали следующие стенды: «Учение о железах внутренней секреции», «Современная наука о жизни и смерти», «Нервная система», «И. П. Павлов и пищеварение», «Витамины»[2].

Работа в парковых павильонах проходила, как правило, с мая по сентябрь, в остальное время, особенно зимой, активно работали выставки-передвижки в рабочих клубах, на предприятиях Москвы и области. Передвижные выставки организовывались по общим проблемам биологии, по сельскохозяйственной тематике. Так, в мае 1939 г. музей организовал выставку по основам эволюционного учения в фойе театра «Наука и Знание» на Арбате.

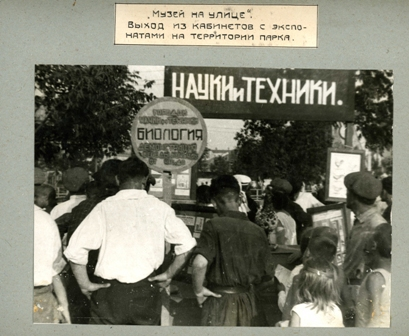
Музей на Миусской площади
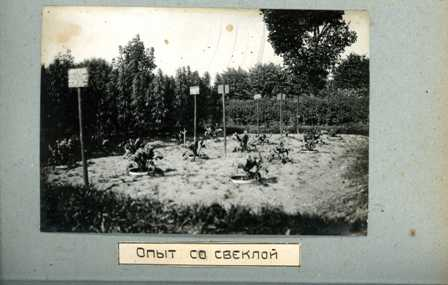
Публичные опыты со свеклой
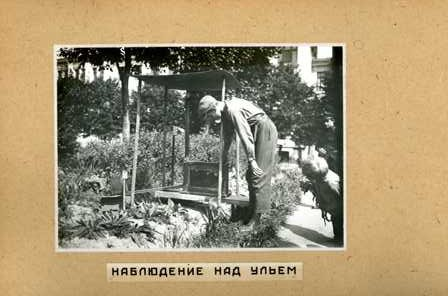
Наблюдение за опытным ульем
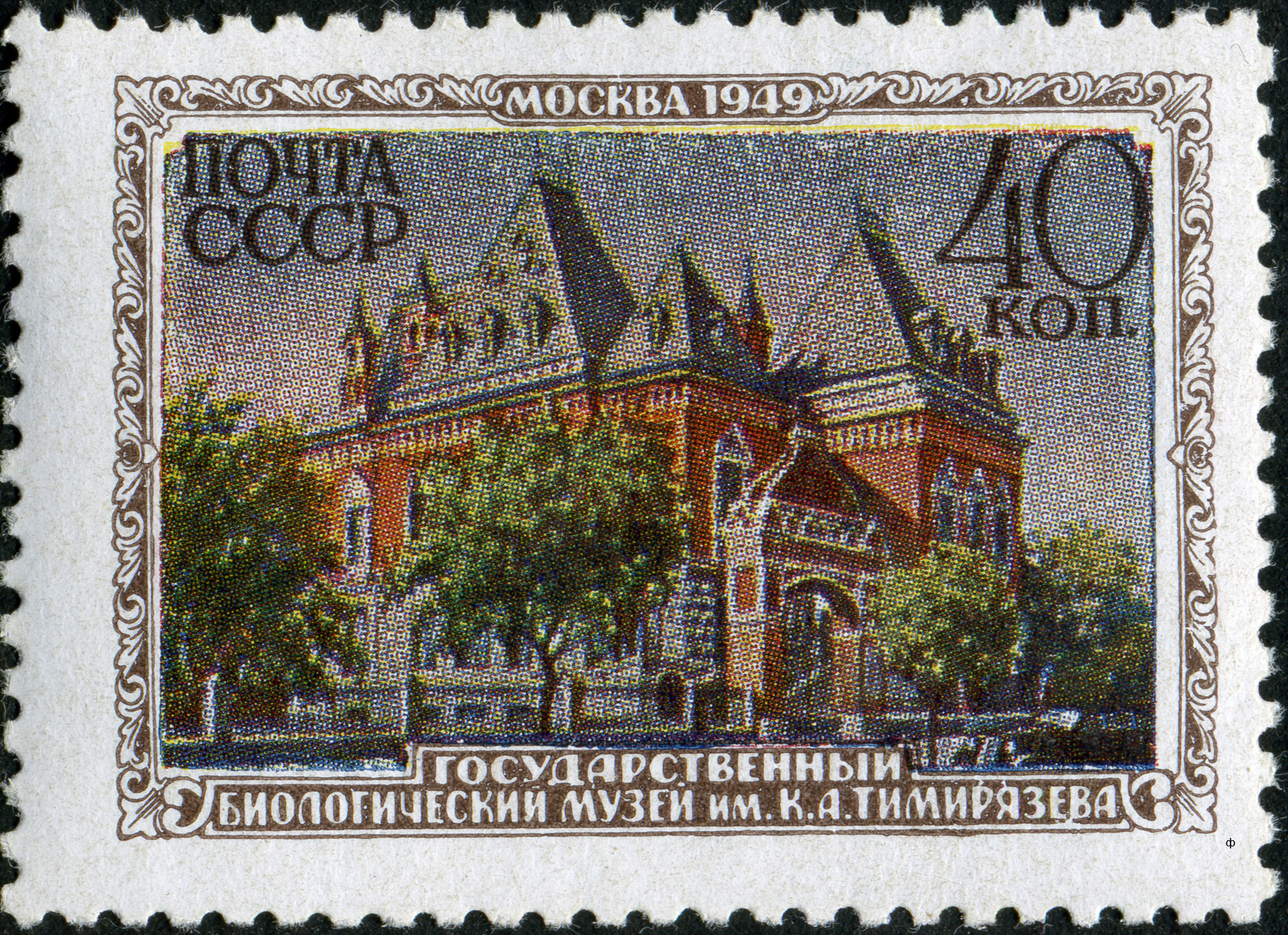
Почтовая марка, 1950 год
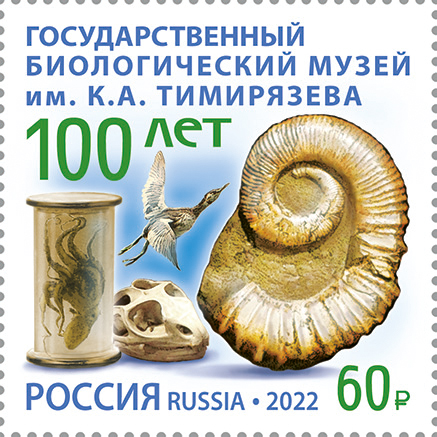
Почтовая марка «100 лет Государственному биологическому музею имени К. А. Тимирязева», 2022 год

### Основная экспозиция
Существовавшие в России в начале XX века немногочисленные государственные музеи ставили перед собой строго научные цели, и лишь на втором плане у них стояла задача просвещения публики.
При создании Биологического музея Завадовским были сформулированы основные принципы, благодаря которым он коренным образом отличался от всех существовавших в то время музеев:

1. Это комплексный музей с широким тематическим охватом, позволяющий получить наиболее полное и целостное представление о биологии как науке о жизни во всех её проявлениях.
2. Это не «вещевой» музей, а мировоззренческий. Его главной задачей является не просто собирательство отдельных вещевых ценностей — природных, художественных и исторических памятников, а раскрытие с их помощью важнейших обобщающих идей в биологии.
3. Это музей-лекторий с высокими требованиями к научному уровню проводимых экскурсий и лекций. Необходимым условием успешного восприятия является максимальная наглядность.
4. Это «живой» музей, экспозиция которого направлена не на показ систематики и морфологи, а на изучение жизнедеятельности организмов, поэтому широкое применение находит демонстрация живых объектов.
5. Это музей-лаборатория, где сотрудники проводят экспериментальные исследования, а посетители принимают участие в опытах и, тем самым, получают необходимые практические навыки.

— Б. М. Завадовский «Руководящие идеи, основные задачи и принципы организации Биологического музея», 1927
Благодаря этим принципам новый музей быстро приобрёл популярность.
Одним из первых в музее был организован экологический отдел. В нём был установлены витрины с живыми растениями и вольеры с животными, аквариумы с обитателями пресных водоемов, один из первых в Москве морской аквариум с актиниями, вольер с летягами, привезёнными сотрудниками из экспедиции с Дальнего Востока и т. п.
Одновременно был создан эволюционный отдел, где центральным экспонатом было построенное на основе последних научных данных и постоянно обновляемое общее эволюционное древо развития растительного и животного мира.
Следом были организованы отдел физиологии человека и животных с лабораторией, где демонстрировались подопытные животные (в том числе фистульные собаки, прооперированные по методике И. П. Павлова).
Были созданы также экспозиции по генетике (одна из первых в России, построенная в 1925 году), по селекции в животноводстве и растениеводстве, по происхождению и эволюции человека, происхождению жизни.
Посетивший музей в 1938 году Н. И. Вавилов в книге отзывов написал:

Биологический музей имени К. А. Тимирязева несомненно является очень крупным шагом для овладения массами биологии. Некоторые разделы его в особенности физиология животных и растений, исключительно хороши и интересны.
— Б. М. Завадовский «Государственный биологический музей им. К. А. Тимирязева (к 25-летию со дня основания)», 1938
В фонд музея также включены произведения виднейших скульпторов-анималистов России XX века, таких как Василий Ватагин, Алексей Сотников, Георгий Попандопуло, Андрей Марц, Алексей Цветков, Александр Белашов, Дмитрий Горлов, Марина Островская, Светлана Асерьянц.

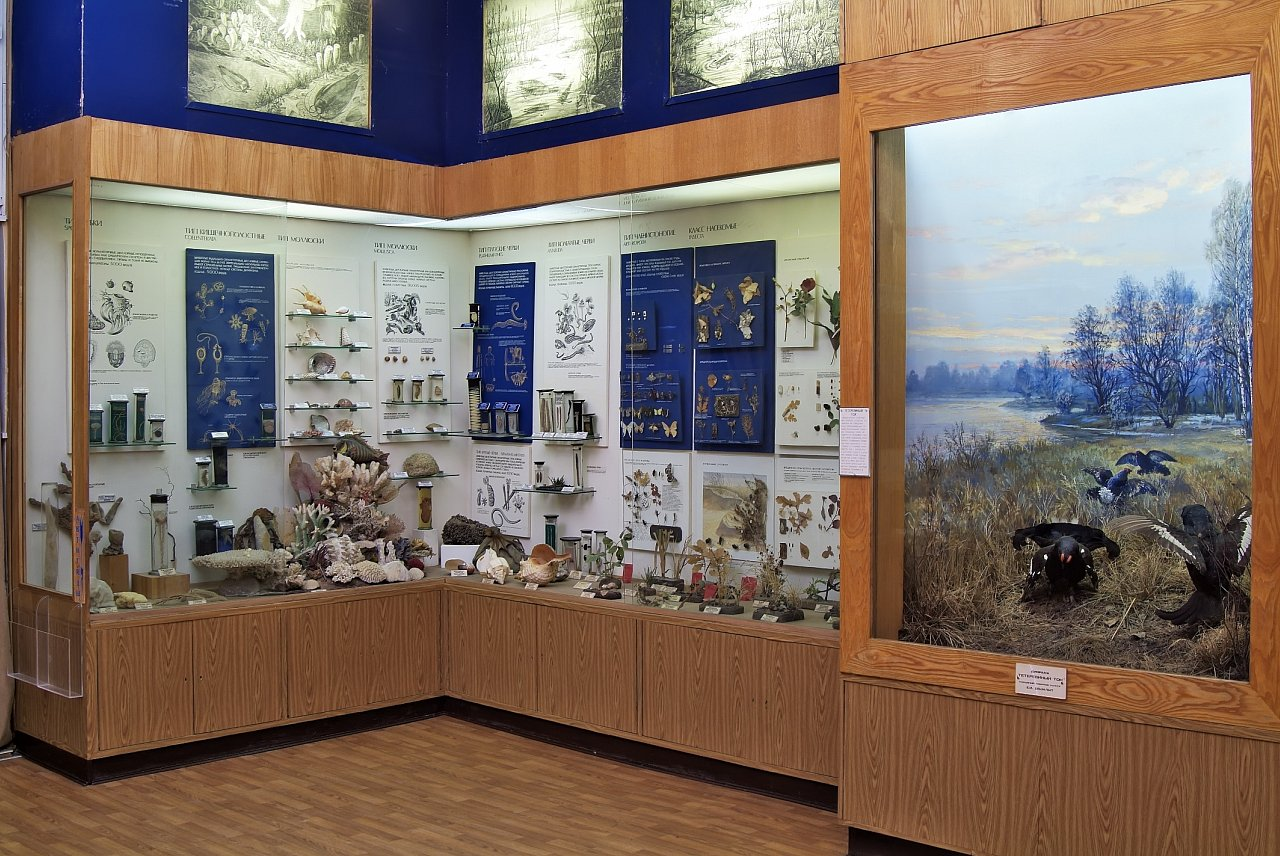
Зал № 2 «Мир животных»
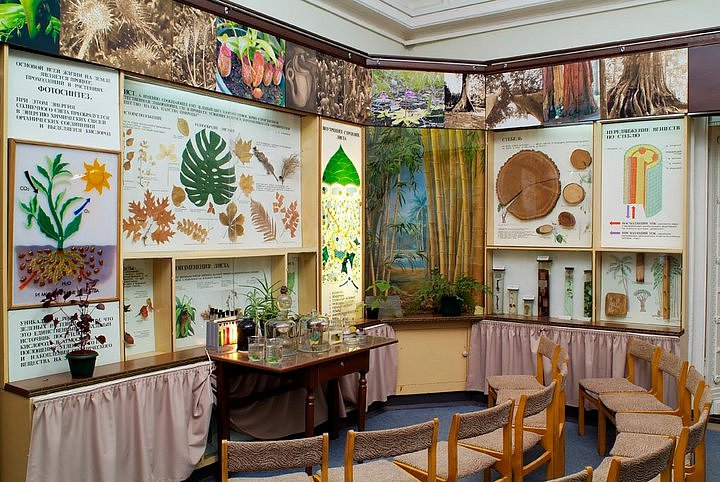
Зал № 10 «Жизнь растений»
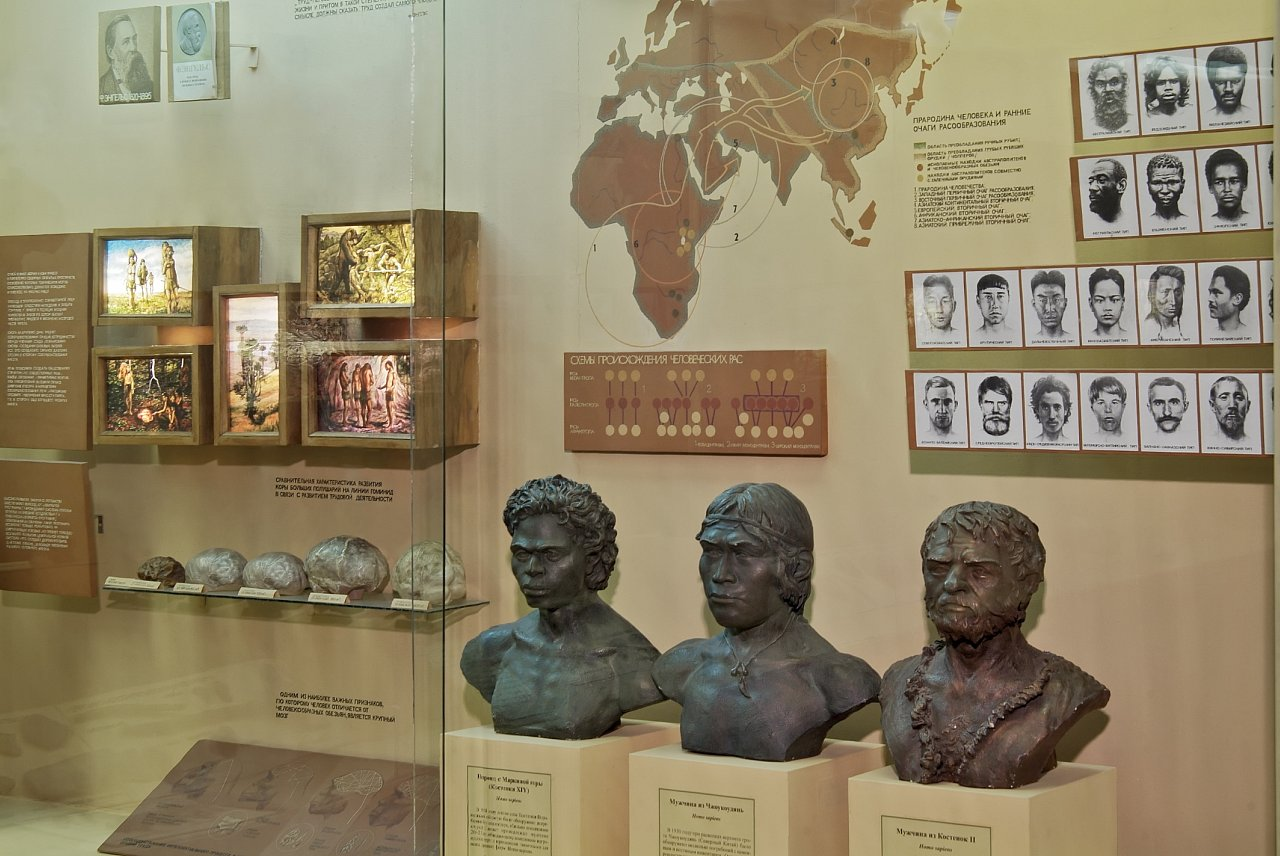
Зал № 13 «Происхождение и становление человека»
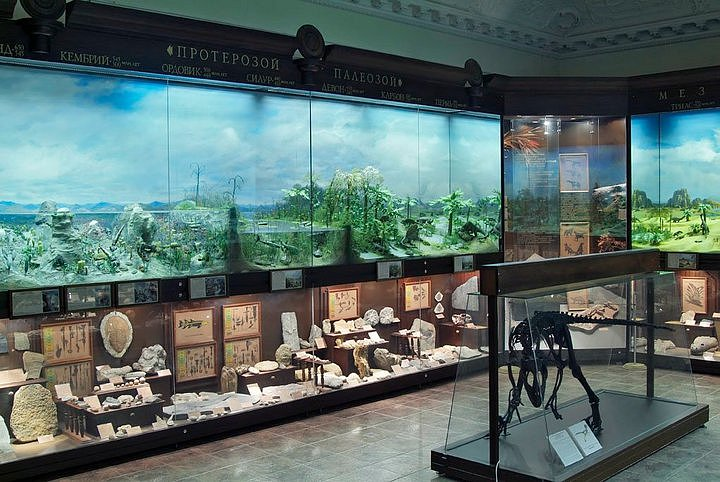
Зал № 17 «Развитие жизни на Земле»
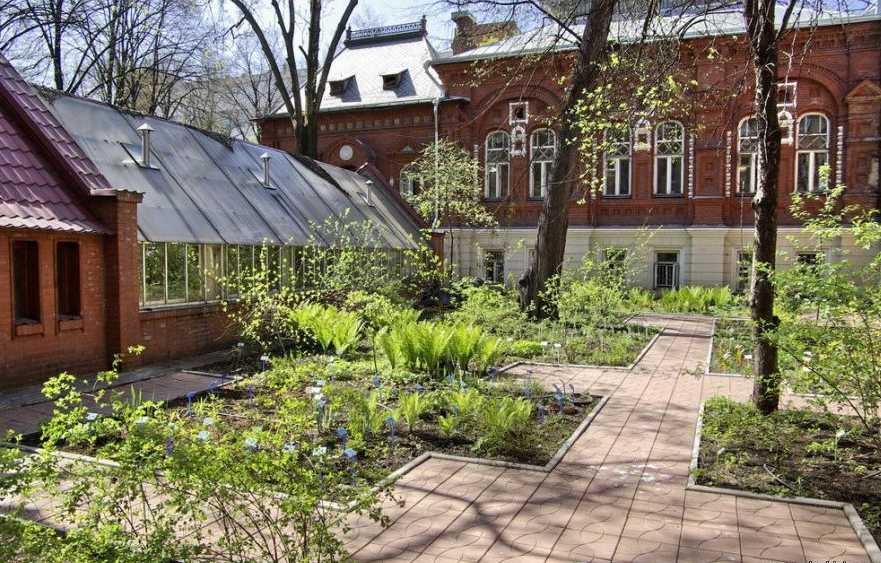
Сад в Биологическом музее

## Музей сегодня
С годами музей развивался и сейчас в залах музея на площади 900 м² размещена обширная экспозиция, самая крупная в России: «Природа и человек», «Мир животных», «Мир растений», «Физиология и анатомия животных», «Физиология растений», «Эволюционная теория», «Развитие жизни на Земле», «Происхождение и эволюция человека». Проводятся экскурсии и практические занятия с микроскопами для школьников и студентов по примерно 100 темам. Предметы фондов, сотрудников, идеи и программы Биологического музея можно встретить на Фестивале науки МГУ имени М. В. Ломоносова, «Детской площадке» Московского международного открытого книжного фестиваля, фестивалях и субботниках журнала «Seasons», фестивале малых детских издательств «Книжный фонарь», книжном фестивале nonfiction и др.
Украшением музея стали природно-ландшафтные диорамы «Птичий базар», «Смешанный лес», «Песчаная пустыня» и другие, созданные в 1950-х годах под руководством одного из крупнейших советских художников диорам Е. И. Дешалыта.
В 1997 году была создана «Комната открытий» — первая в России интерактивная экспозиция по биологии. Здесь посетители всех возрастов могут потрогать и взять в руки различные предметы, попробовать на вкус экзотические фрукты, определить по запаху пряности, измерить свой рост и вес, рассмотреть под микроскопом мелкие природные объекты и под руководством научного сотрудника выполнить специально разработанные задания.
В 2008—2016 годах Биологический музей инициировал и организовывал межмузейный проект «Семейное путешествие». На прилегающих к зданиям участках с 2013 года создана открытая ландшафтная экспозиция с альпийскими горками, дендрарием, открытой экспозицицией, где представлены в том числе растения Красной книги г. Москвы.
В течение года по выходным и в каникулы на территории музея проводятся интерактивные занятия, игры-квесты на биологическую тематику, такие как: «Семейный лабиринт», «День воды», «День птиц», «ДиноСафари», «БукашкиFEST», «Ночь в музее», «Ночь искусств», «День бабочки» и др.
Музей сотрудничает со многими научными, творческими и общественными организациями, принимает участие в федеральных биологических и экологических программах.
В мае 2022 года музей представил выставку «12 признаков живого» в отреставрированном павильоне «Геология» на ВДНХ.

### Популярность
По оценке портала «Отдыхаем с детьми» в 20-ке наиболее популярных и активных музеев Москвы для родителей с детьми Биологический музей имени К. А. Тимирязева занимает 2-е место (на 1-м месте находится Государственный Дарвиновский музей).
Сотрудники музея несколько раз были удостоены призов на конкурсе «Лучший музейный работник-экскурсовод города Москвы».

### Крупные проекты
- Биологическая игра-квест «Семейный лабиринт» (работает с 1993 года).
- Интерактивная выставка «Смотри в оба!» (работает с 2008 года).
- Интерактивная лаборатория «Прозрачная наука» (работает с февраля 2013 года).
- Интерактивная выставка «Остров открытий» (работает с января 2014 года).
- Интерактивная экспозиция «Как пройти в люди» (работает с апреля 2017 года).

### Клубы и кружки
В настоящее время при музее существует несколько клубов: «Цветоводы Москвы», «Биофитум» (разведение комнатных растений), «Московский клуб любителей кактусов», «Вторая жизнь цветов» (клуб любителей аранжировки сухих растений).
Более 10 лет при музее работает палеонтологический кружок, в котором одновременно занимаются ребята разного возраста (с 5 по 11 класс). Программа рассчитана на два года, в течение которых ребята знакомятся с базовыми основами теории эволюции, палеонтологии, геодезии и других геологических дисциплин, изучают особенности палеоэкологии и палеофаунистики Подмосковья и некоторых других регионов России, обучаются умению вести полевой дневник, писать научные заметки и рефераты, получают практические навыки проведения полевых исследований.
Помимо теоретических занятий члены палеонтологического кружка регулярно совершают однодневные выезды в Подмосковье на геологические разрезы, где можно воочию увидеть и собрать разнообразную ископаемую фауну. В летние каникулы юные палеонтологи отправляются в более дальние экспедиции для знакомства с ископаемыми других регионов России.